# Philippe Sarde
Philippe Sarde (nascut el 21 de juny de 1948) és un compositor de cinema francès. Considerat entre els compositors de cinema francesos més versàtils i talentosos de la seva generació, Sarde ha obtingut més de dues-centes pel·lícules, curtmetratges i minisèries de televisió. Va rebre una nominació als Premis Oscar per Tess (1979), i dotze nominacions al Premi César, guanyant per Barocco (1976). El 1993, Sarde va rebre el Premi Joseph Plateau a la millor música.

## Vida i carrera
Philippe Sarde va néixer el 21 de juny de 1948 a Neuilly-sur-Seine, Hauts-de-Seine, Illa de França, França. La seva mare, Andrée Gabriel, era cantant a l'Òpera de París. Gràcies a l'encoratjament de la seva mare, es va interessar per la música des dels tres anys. Quan tenia quatre anys, va dirigir una breu secció de Carmen a l'Òpera de París. A l'edat de cinc anys, va començar a experimentar amb l'enregistrament de so i va fer els seus primers curtmetratges. Sarde estimava tant la música com el cinema, i va tenir problemes per decidir la direcció de la seva carrera.
Sarde va ingressar al Conservatori de París, on va estudiar harmonia, contrapunt, fuga i composició amb Noël Gallon. Als disset anys, va dirigir un curtmetratge de 35 mm en negre. i blanc, per al qual va compondre la música, demanant a Vladimir Cosma que l'ajudés amb l'orquestració. Als divuit anys, després d'escriure cançons per a Régine, Sarde va conèixer Claude Sautet, que li va demanar que escrivís la música de la seva pel·lícula Les coses de la vida (1969). L'experiència va establir la seva direcció professional i va iniciar una llarga associació amb Sautet que va durar vint-i-cinc anys i onze pel·lícules.
Sarde també va establir estretes associacions amb els directors Bertrand Tavernier, Pierre Granier-Deferre, Georges Lautner, André Téchiné i Jacques Doillon. Sarde també va col·laborar amb Roman Polanski a Le Locataire i Tess, que va obtenir una nominació a l'Oscar, Bertrand Blier a Beau-Père, Alain Corneau a Fort Saganne i Marshall Brickman a Lovesick, The Manhattan Project, i Sister Mary Explains It All. El 1988, Sarde va ser membre del jurat del Festival de Cinema de Cannes.
El director de cinema Georges Lautner va observar una vegada que estava constantment sorprès per la capacitat del compositor per trobar un enfocament únic a cada pel·lícula que va escriure. Segons Yuri German, escrivint a la All Music Guide, les bandes sonores de Sarde estan "arranjades de manera magistral i poc convencional" i sovint són interpretades per músics de classe mundial com Chet Baker, Stan Getz, Stéphane Grappelli i Maurice Vander".
L'abril de 1990, Sarde es va casar amb Nave Florence, però es van divorciar l'any següent. El 1994 es va casar amb Clotilde Burre. Tenen dues filles, Ponette (nascuda el 1998) i Liza (nascuda el 1999). Ambdues estan matriculades al XVII districte de París. Sarde és el germà del productor Alain Sarde.

## Filmografia seleccionada
- Sortie de secours (1970)
- Les coses de la vida (1970)
- Max et les Ferrailleurs (1971)
- Le Chat (1971)
- Liza (1972)
- César and Rosalie (1972)
- La Grande Bouffe (1973)
- Deux hommes dans la ville (1973)
- Le Train (1973)
- Les Corps célestes - 1973
- La Valise (1973)
- L'Horloger de Saint-Paul (1974)
- Touche pas à la femme blanche ! (1974)
- Lancelot du Lac (1974)
- Les seins de glace (1974)
- Tres amics, les seves dones i els altres (1974)
- El jutge i l'assassí (1976)
- La Dernière Femme (1976)
- Le Locataire (1976)
- Barocco (1976)
- Un taxi malva (1977)
- Le Diable probablement (1977)
- Des enfants gâtés (1977)
- La vie devant soi (1977)
- Le Crabe-tambour (1977)
- La Vie parisienne (1977)
- La mort d'un home corrupte (1977)
- Adéu al mascle (1978)
- Une histoire simple (1978)
- Le sucre (1978)
- Demano asil... (al parvulari) (1979)
- Tess (1979)
- Le Toubib (1979)
- Buffet froid (1979)
- La Femme flic (1980)
- Le Guignolo (1980)
- Storie di ordinaria follia (1981)
- Beau-père (1981)
- Il faut tuer Birgitt Haas (1981)
- Baralla (1981)
- The Boy Soldier (1981)
- Hôtel des Amériques (1981)
- Ghost Story (1981)
- Le Choix des armes (1981)
- La recerca del foc (1981)
- Une étrange affaire (1981)
- L'Étoile du Nord (1982)
- Le choc (1982)
- L'Honneur d'un capitaine (1982)
- Storia di Piera (1983)
- I Married a Dead Man (1983)
- Malalt d'amor (1983)
- Attention une femme peut en cacher une autre! (1983)
- A Friend of Vincent (1983)
- Primers desitjos (1983)
- Fort Saganne (1984)
- Rendez-vous (1985)
- Joshua Then and Now (1985)
- Harem (1985)
- Mon beau-frère a tué ma sœur (1986)
- Pirates (1986)
- Le Lieu du crime (1986)
- The Manhattan Project (1986)
- Private Tuition (1986)
- Sempre ens diem adéu (1986)
- L'État de grâce (1986)
- Quelques jours avec moi (1988)
- L'os (1988)
- Lost Angels (1989)
- L'Ami Retrouvé (1989)
- La capsa de música (1989)
- El senyor de les mosques (1990)
- Le Petit Criminel (1990)
- Eve of Destruction (1991)
- La Vieille qui marchait dans la mer (1991)
- J'embrasse pas (1991)
- Llei 627 (1992)
- La Petite Apocalypse (1993)
- Le Jeune Werther (1993)
- Ma saison préférée (1993)
- La taula de Flandes (1994)
- La filla de d'Artagnan (1994)
- Nelly et Monsieur Arnaud (1995)
- Les Voleurs (1996)
- Ponette (1996)
- Amor en temps de guerra (1997)
- Le Bossu (1997)
- Alice et Martin (1998)
- Mademoiselle (2001)
- Les égarés (2003)
- Les germanes enfadades (2004)
- Un mundo menos peor (2004)
- Colette, une femme libre (2004) - Minisèrie
- Le Parfum de la dame en noir (2005)
- Je m'appelle Élisabeth (2006)
- Les Témoins (2007)
- La Fille du RER (2009)
- La Princesse de Montpensier (2010)
- The Matchmaker (2010)[2]
- Streamfield, les carnets noirs (2010)

## Premis i nominacions
- Premi César 1977 a la millor música per Barocco (1976) Guanyador
- Nominació al César 1977 a la millor música per El jutge i l'assassí (1976)
- Nominació al César 1978 a la millor música per Le Crabe-Tambour (1977)
- Nominació al César 1979 a la millor música per Une histoire sunoke (1978)
- Nominació al César 1980 a la millor música per Tess (1979)
- Nominació a l'Acadèmia de 1981 a la millor música, partitura original per Tess (1979)
- Nominació al César 1982 a la millor música per La recerca del foc (1981)
- 1986 Premi Genie a la millor banda sonora per "Joshua Then and Now" (1985)
- Nominació al César 1988 a la millor música per Les innocents (1987)
- Premi Joseph Plateau de 1993 Guanyador
- Nominació al César 1995 a la millor música per La filla de d'Artagnan (1994)
- Nominació al César 1996 a la millor música per Nelly et Mr. Arnaud (1995)
- Nominació al César 1998 a la millor música per Le Bossy (1997)
- Nominació al César 2011 a la millor música escrita per a una pel·lícula per La Princesse de Montpensier (2010)[4]